# 孔志道
孔志道（16世紀—16世紀），字用伸，廣東廣州府南海縣人，明朝政治人物。

## 生平
孔志道是嘉靖十九年（1540年）庚子科廣東鄉試舉人，授雲南趙州知州，為人清潔自持，孜孜不倦撫循人民，有古良吏風範，因父母去世回鄉，縣民在數百里外仍在追送他，服闋後不再出仕，於南溪鄉居所構園種花，著述其中，布衣蔬食怡然自得。他亦賞識少年王學曾，對方後來成進士，任光祿寺丞以忠諫聞名，人們都佩服他知人。

## 引用
1. 1 2  同治《南海縣志·卷三十七·列傳六》：孔志道，字用伸，少負才名，嘉靖庚子鄉薦，任雲南趙州知州，清潔自持，撫循其民孜孜不倦，有古良吏風，以憂去，士民追送者數百里不絕，既釋服遂不復仕，足跡不履城市，於所居之南溪鄉構園亭蒔花竹，著述其中，布衣蔬食泊如也，識王學曾於丱角，後學曾登進士，歷勳卿以忠諫聞，世服其知人。孫濟美，崇禎己卯舉人。 據魏志修